# Articulation bicondylaire
Une  articulation bicondylaire ou articulation bicondylienne ou condylarthrose) est une jointure synoviale avec deux surfaces articulaires en segments d’ovoïde. Les surfaces articulaires convexes sont nommées condyles.